# Asklepieion (Pergamon)

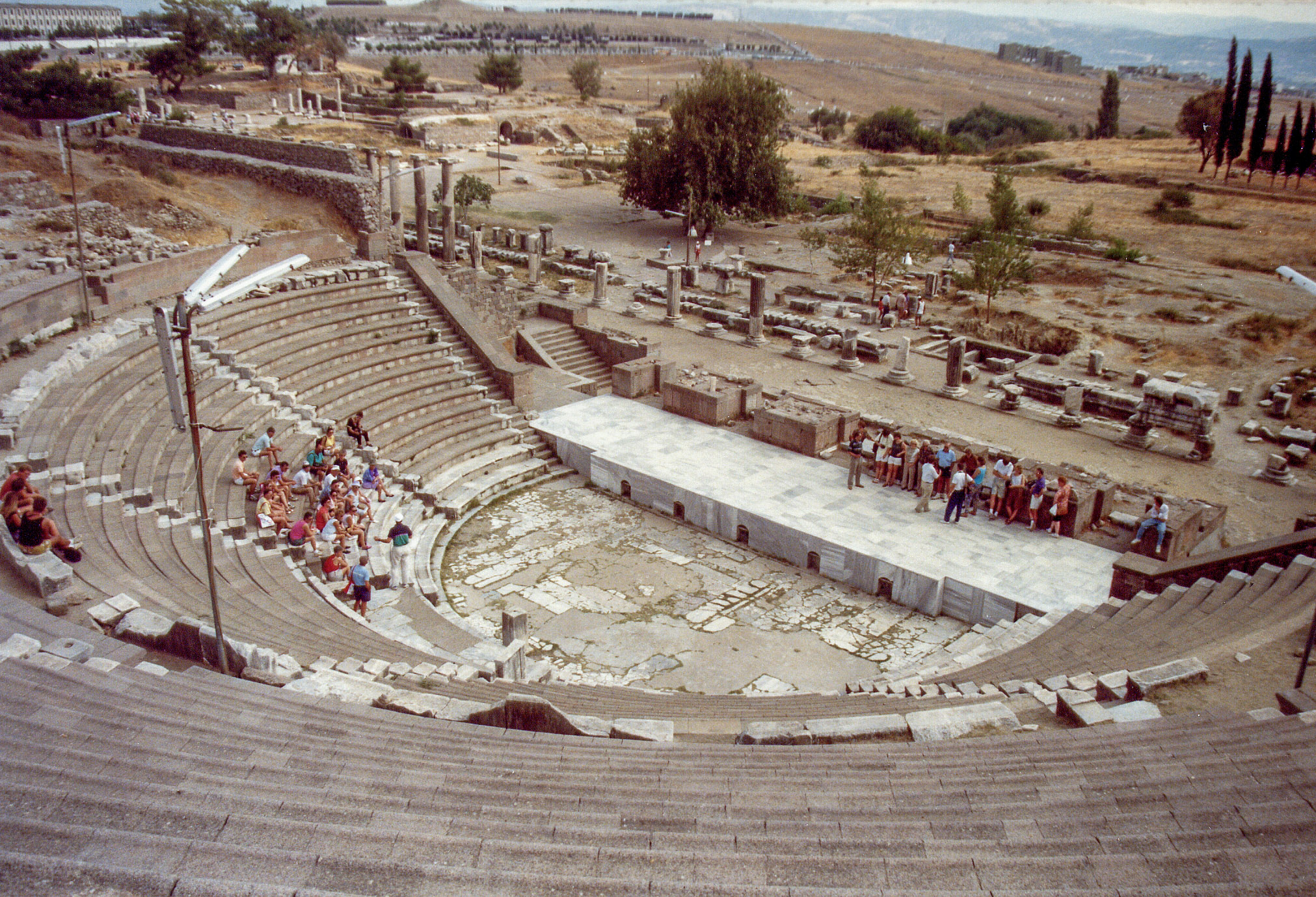
Das Asklepieion vom römischen Theater aus

Das Asklepieion von Pergamon ist ein rund zwei Kilometer westlich der Akropolis von Pergamon gelegener Heiligtumskomplex, der für den griechischen Gott der Heilkunst, Asklepios, eingerichtet wurde.

## Geschichte
Der Asklepioskult wurde in Pergamon bereits im 4. Jahrhundert v. Chr. eingerichtet und lag zunächst erblich in der Familie eines gewissen Archias, des Begründers des Kultes. Unter Eumenes II. wurde er zum Staatskult erhoben. Das Asklepieion in seiner heute bekannten Gestaltung ist auf einen Ausbau in der Zeit des römischen Kaisers Antoninus Pius zurückzuführen. Doch haben Nachgrabungen auch Reste der hellenistischen und noch älterer Bauphasen zutage gefördert. Im 2. Jahrhundert n. Chr. stellte das Heiligtum das bedeutendste Asklepieion in der antiken Welt dar.

## Heiligtum

### Vorhellenistische Zeit
Im Tal des späteren Asklepieions wurden einige Keramikscherben vorarchaischer und archaischer Zeit entdeckt. Die wenigen erhaltenen Reste der ältesten Bebauung stammen hingegen erst aus dem späten 5. Jahrhundert v. Chr. und lassen kein Urteil über das Erscheinungsbild des Kultplatzes zu. Die auf einer sogenannten Felsbarre gelegene Quelle des Heiligtums war vermutlich schon zu dieser Zeit eingefasst und durch eine von Westen nach Osten verlaufende Treppenanlage als Kultmal ausgewiesen. Den Bearbeitungsspuren nach zu urteilen, war auch der umgebende Fels abgearbeitet, so dass eine Art Kultplattform entstand. In der näheren Umgebung wurden einige Mauerreste gefunden. Unter Einbeziehung der späteren Bauten und im Vergleich zu Heiligtümern ähnlicher Kultkontinuität könnte man auf ein Naturheiligtum schließen.

### Hellenistische Zeit
Im letzten Drittel des 4. Jahrhunderts v. Chr. sind drei Gebäude unbestimmter Funktion entstanden, von denen eines unter den Fundamenten eines späteren Altars lag. Im frühen 3. Jahrhundert v. Chr. wurde der sogenannte Treppenbau angelegt, dessen sorgfältige Ausarbeitung und exponierte Lage auf eine besondere Stellung schließen lässt. Sein eingetiefter Raum, zu dem eine Treppe hinabführt, könnte ein Vorläufer des heiligen und durch eine Rinne von der Quelle auf der Felsbarre gespeisten Schöpfbrunnens gewesen sein.
Im frühen 3. Jahrhundert v. Chr. wurde auch der sogenannte Mosaikbau zwischen dem Südaltar und der Felsbarre errichtet. Der 2,70 × 2,80 Meter große Bau wies eine zum Altarplatz sich öffnende Nische auf und hatte möglicherweise kultische Funktion. In seinem Inneren ist ein schwarz-weißes Kieselmosaik erhalten. Mit der Erweiterung der späteren Bauten für die Enkoimesis wurde dieser Bau zerstört und der eventuell zugehörige Kult möglicherweise in einen Kultbau auf der Barre selbst verlegt.
Um die Mitte des 3. Jahrhunderts v. Chr. änderte sich das Aussehen des Heiligtums entscheidend: Zum ersten Mal wurden die Gebäude nach einem einheitlichen Konzept an den vier Haupthimmelsrichtungen ausgerichtet, die Bebauung im Zentrum des Heiligtums wurde dichter und die Größe der einzelnen Bauten nahm zu.
Hinter dieser Aufwertung und Monumentalisierung stand möglicherweise eine stärkere Förderung des Asklepioskultes durch das attalidische Königshaus, die zu der repräsentativeren Gestaltung führte. Neben dem Bau von zwei Kultanlagen auf der Felsbarre und den zugehörigen Altären ist auch eine neue Anlage für die Inkubation belegt.

### Römische Zeit
Den Zugang zum Asklepieion ermöglichte eine 820 Meter lange prunkvolle Straße, die zumindest in ihrem ersten Teil, hatte man einen den Zugang bildenden Torbau durchschritten, als via tecta überwölbt war. Säulenhallen begleiteten die bis zu 18,50 Meter breite Straße auf beiden Seiten. Ein tholosförmiges Heroon lag an der südlichen Säulenhalle, die Nordhalle barg ein nachträglich eingebautes Brunnenhaus. Das römische Heiligtum war ein von Gebäuden und Hallen umgebener Hof von 110 × 130 Metern Ausdehnung, dem im Osten, wo die Prunkstraße endete, ein großer Vorhof und ein Propylon vorgelagert waren.

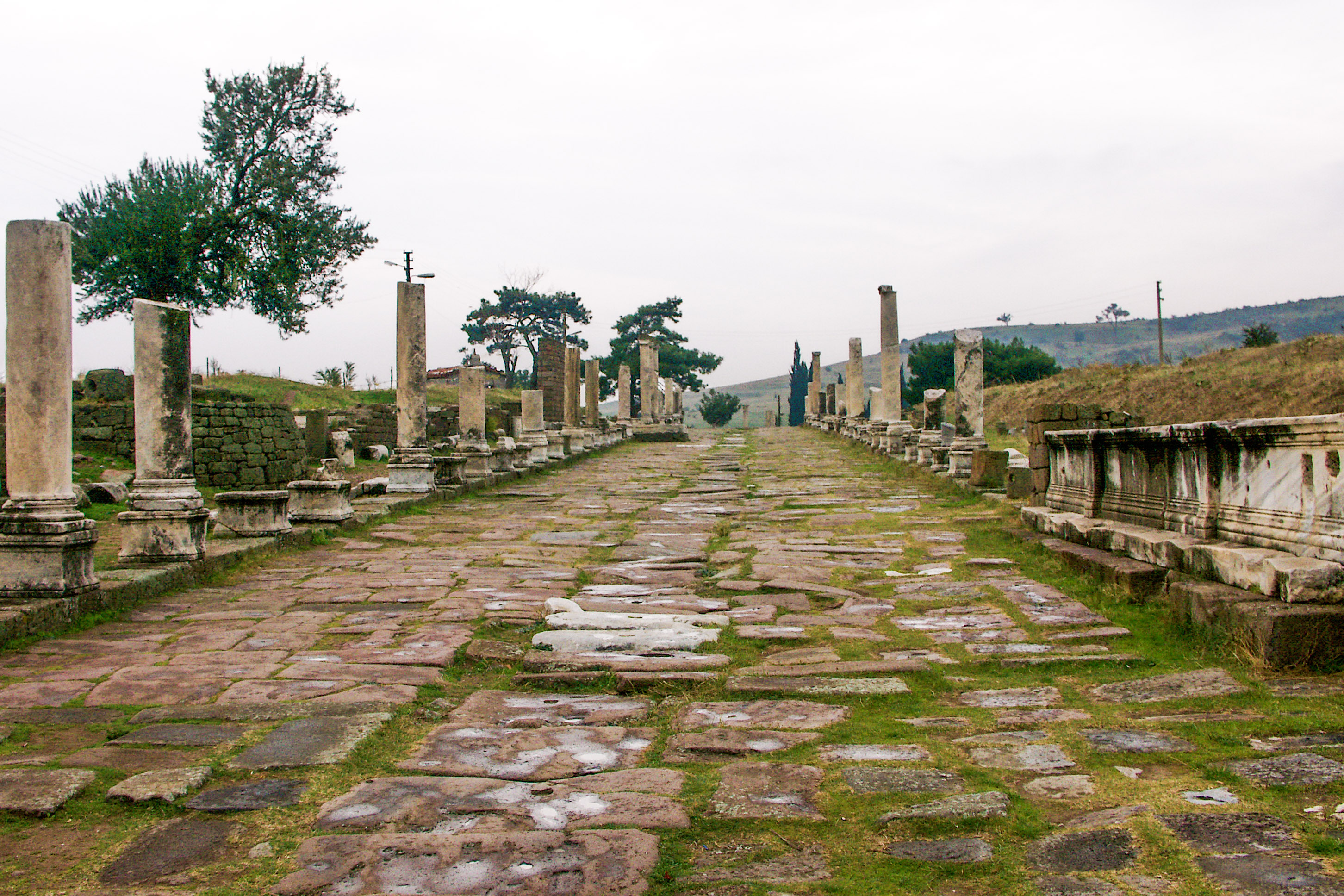
Straße zum Asklepieion

Südlich des Propylons und somit am Rande des Hofareals befand sich der römische Tempel für Asklepios Soter oder Zeus Soter Asklepios. Der Bau ist eine kleinere Nachbildung des Pantheon in Rom und besaß mit einem Kuppeldurchmesser von 23,85 Meter zum Zeitpunkt seiner Errichtung die größte Ziegelkuppel des Römischen Reichs und wohl sogar der gesamten Welt. Der Unterbau war, ganz in griechischer Handwerkstradition stehend, aus ordentlich geschnittenen Quadern ohne Mörtelverband gebaut. Eine der benachbarten Propylonarchitektur entsprechende prächtige Vorhalle ermöglichte – auch hierin eine Wiederholung des Propylons – über eine vorgelagerte Treppe den Zugang von Westen, also dem Heiligtum her. Sieben im Wechsel halbrunde und eckige Nischen gliederten die drei Meter starken Wände im Innern und nahmen wohl ursprünglich Kultbilder auf. Bunte Pilaster und Marmorverkleidungen zierten die Innenwände des Tempels, den der aus Pergamon stammende römische Konsul des Jahres 142 n. Chr., Lucius Cuspius Pactumeius Rufinus, gestiftet hatte.
Auf der Südostecke des Areals stand ein zweigeschossiger und außen fast 60 Meter im Durchmesser großer Rundbau, dessen Obergeschoss mit nach innen gerichteten Halbrundnischen gegliedert war. Das mit einem normalen Dach versehene Gebäude diente dem Kurbetrieb und war durch einen rund 80 Meter langen unterirdischen Gang mit dem Kultzentrum der Anlage, der heiligen, radioaktiven Quelle, verbunden. 
Süd-, West- und Nordseite der Hofanlage waren von Säulenhallen gesäumt, nördlich der Nordhalle und in deren westlichem Bereich lag ein römisches Theater, das mit seinen 29 Marmorsitzreihen rund 3.500 Zuschauer fassen konnte. Es besitzt, wie für römische Theater typisch, ein streng halbkreisförmiges Zuschauerrund. Weitere Gebäude oder Einrichtungen des Heiligtums dienten Trink- und Bäderkuren.